# Vijayapura
Vijayapura (kannada ವಿಜಯಪುರ), do 2014 roku Bijapur – miasto w południowych Indiach, w stanie Karnataka, na wyżynie Dekan. W 2011 roku liczyło ok. 327 tys. mieszkańców.